# Поведа, Галина Антоновна
Галина Антоновна Поведа (укр. Галина Антонівна Поведа; 2 июня 1934 год, село Россоша — 27 апреля 1997 года) — передовик производства, аппаратчица Шепетовского сахарного комбината Хмельницкой области, УССР. Герой Социалистического Труда (1974). Депутат Верховного Совета УССР 7 — 10 созывов. Член Президиума Верховного Совета УССР 9 — 10 созывов.

## Биография
Родилась 2 июня 1934 года в крестьянской семье в селе Россоша. Окончила ремесленное училище в городе Шепетовка Каменец-Подольской области (сегодня — Хмельницкая область).
С 1950 года — помощница аппаратчика и с 1952 года — аппаратчица Шепетовского сахарного комбината. Без отрыва от производства окончила среднюю школу, техникум пищевой промышленности и Хмельницкий технологический комбинат.
В 1959 году вступила в КПСС. Избиралась депутатом Верховного Совета УССР 7 — 10 созывов от Шепетовского избирательного округа.
Скончалась 27 апреля 1997 года.

## Награды
- Герой Социалистического Труда — указом Президиума Верховного Совета СССР от 16 января 1974 года
- Орден Ленина — дважды (1967[1], 1974).